# 劉瑜 (弘治庚戌進士)
劉瑜（1460年—？年），字美之，山東登州府寧海州文登縣人，匠籍，明朝政治人物。

## 生平
十岁時家贫丧母，随父觅食京师，同乡王贤为武清训导，一见奇之，將次女嫁给他，并教他读书。学士李東陽为王贤作像贊，贊美此事。弘治二年（1489年）己酉科山東鄉試第十三名舉人。弘治三年（1490年）中式庚戌科會試第八十名，三甲第一百八十九名進士。正德初（1506年）官銅仁府知府，四年六月升河东陕西都转盐运使司运使，六年六月升陕西布政司右參政，九年正月考察以不謹闲住。

## 家族
曾祖劉士能；祖父劉顯名；父劉慶，母王氏。